# Paralamyctes grayi
Paralamyctes grayi är en mångfotingart som beskrevs av Edgecombe 200. Paralamyctes grayi ingår i släktet Paralamyctes och familjen fåögonkrypare. Inga underarter finns listade i Catalogue of Life.